# Michail Michailowitsch Golizyn (der Jüngere)

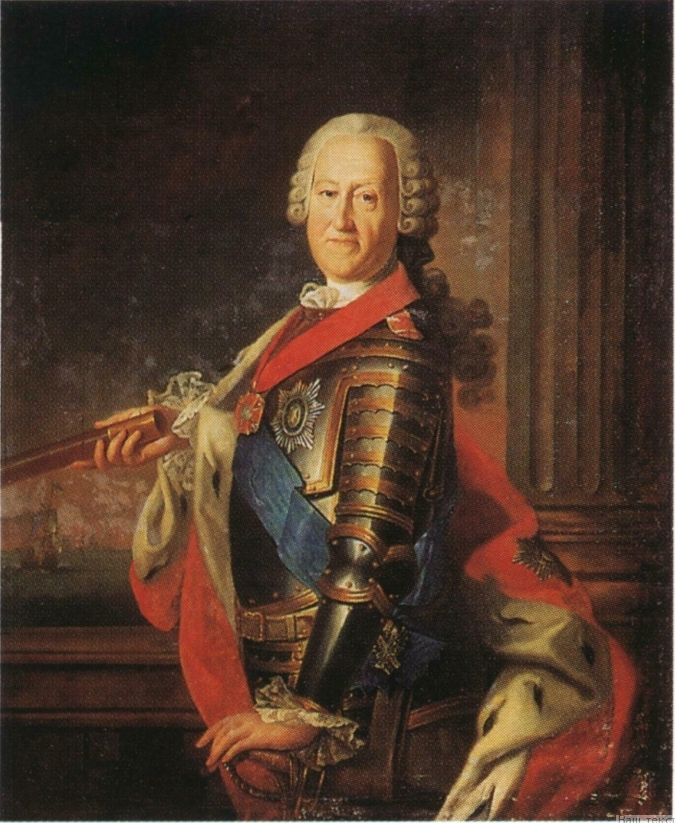
Michail Michailowitsch Golizyn, Porträt von Carl Ludwig Johann Christineck

Fürst Michail Michailowitsch Golizyn (russisch Михаил Михайлович Голицын; * 22. Oktoberjul. / 1. November 1684greg. in Moskau; † 14. Märzjul. / 25. März 1764greg. ebenda) war ein russischer Senator, Diplomat und Generaladmiral.

## Leben

### Herkunft und Familie
Michail der Jüngere war Angehöriger des geminidischen Fürstengeschlechts Golizyn. Er war ein Sohn von Fürst Michail Andrejewitsch Golizyn (1639–1687) und seiner Frau Praskowja Nikititschna, geborene Kaftyrjewa (1645–1715). Der russische Feldmarschall Michail Michailowitsch Golizyn (der Ältere) (1675–1730) war sein älterer Bruder.
Seine erste Ehe mit Maria Dmitrijewna Golowina († 1721) blieb kinderlos. Aus der 1722 geschlossenen zweiten Ehe Tatjana Kirillowna Narishkina (1704–1757) sind  fünf Söhne und drei Töchter hervorgegangen.

### Werdegang
Aus väterlichem Erbe war Golizyn Erbherr auf Jakowlewskoe bei Moskau. Er erhielt seit 1708 seine Marine-Ausbildung in Holland und England und kehrte 1717 nach Russland zurück. Hier nahm er am Großen Nordischen Krieg, insbesondere der Seeschlacht bei Grönham teil, wo er sich auszeichnen konnte. Seit 1726 war er Berater des Admiralitätskollegiums und erhielt die Stellung eines Oberbefehlshabers. 1727 wurde er zum Präsidenten des Justiz-Kollegiums ernannt. 1728 avancierte er zum Geheimrat und Senator. Im Jahre 1732 kehrte er als Vizeadmiral zu Marine zurück, schied dort jedoch zum Ausgang der Dekade wieder aus. Von 1740 bis 1741 war er Gouverneur in Astrachan. Er kehrte dann in den Senat zurück, 1743 wurde ihm der Alexander-Newski-Orden verliehen und er avancierte 1745 zum Wirklichen Geheimen Rat. Von 1745 bis 1748 war er als Gesandter in Persien. Seine Beförderung zum Admiral erhielt er 1746 und wurde im selben Jahr mit dem Andreas-Orden geehrt. Seit 1748 war er Kommandeur der russischen Flotte und seit 1750 Präsident des Admiralitätskollegiums. Von Dezember 1752 bis Mai 1754 war er Gouverneur von St. Petersburg, wo er den Bau der Nikolaus-Marine-Kathedrale initiierte. 1756 stieg er zum Großadmiral auf. Unter Peter III. resignierte Golizyn, wurde aber unter Katharina II. in allen vorherigen Ämtern erneut bestellt, erhielt jedoch bereits zu Weihnachten 1762 wegen Altersschwäche seinen Abschied. Golizyn wurde in Kitai-Gorod im Dreifaltigkeitskloster beigesetzt.